# Autopista Concepción-Talcahuano

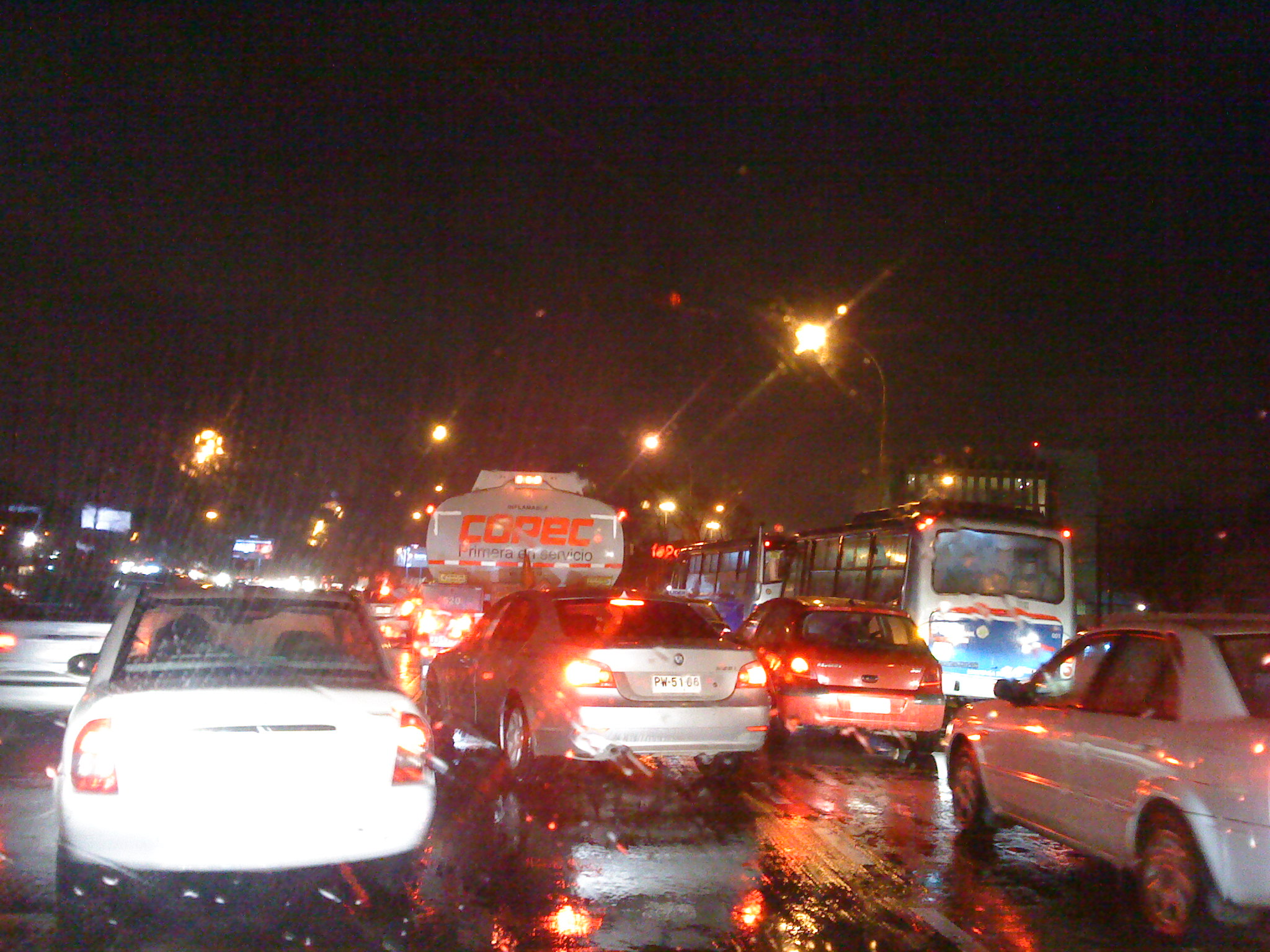
Atasco de Tráfico en la Autopista Concepción - Talcahuano cercano al enlace vial Trébol.

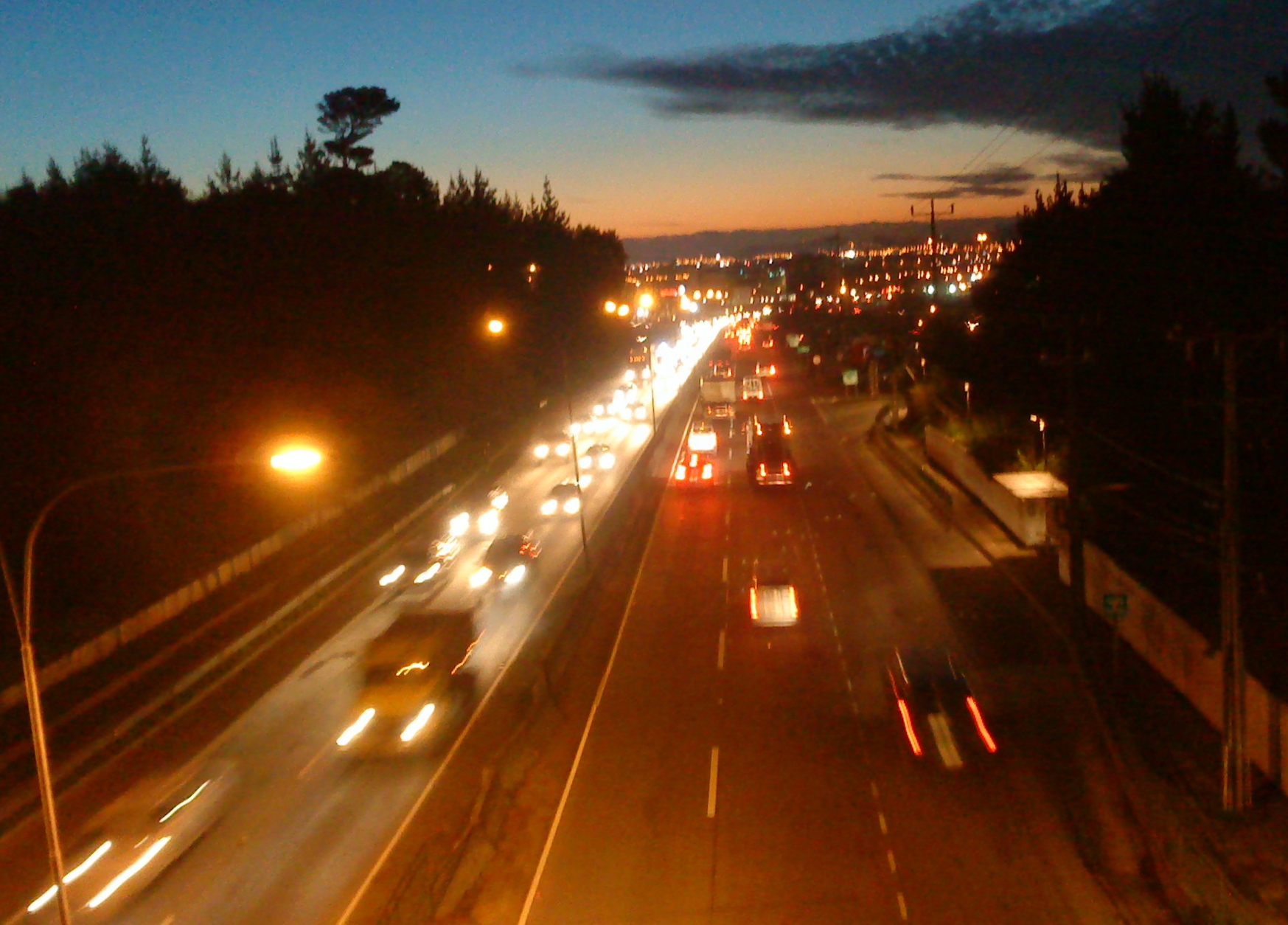
Autopista Concepción - Talcahuano con intenso tránsito vehicular en horas punta de tráfico.

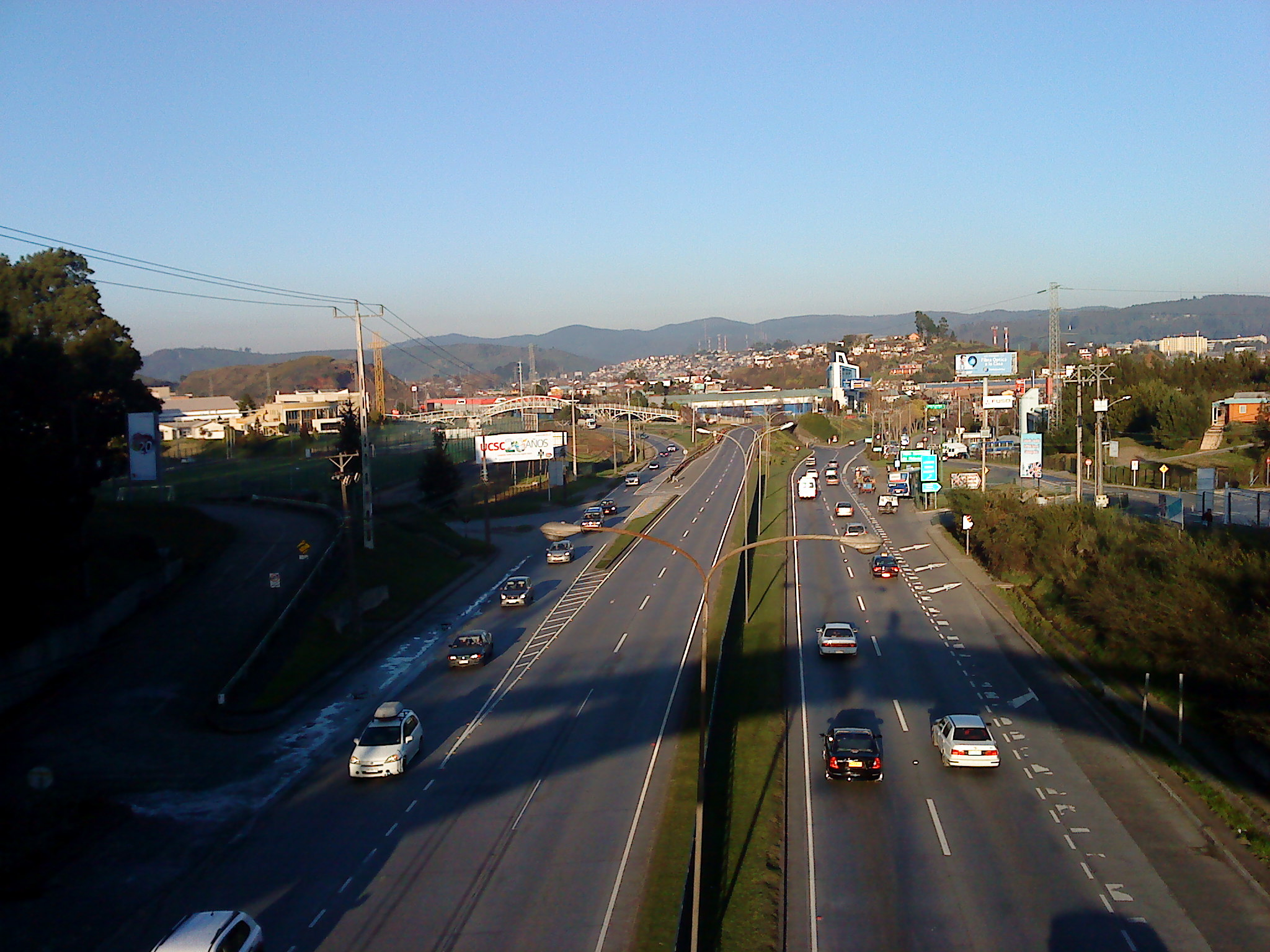
Enlace hacia Av. Alonso de Rivera (izquierda) y continuación hacia Av. Paicaví (derecha).

La Autopista Concepción-Talcahuano es una de las principales arterias viales del área metropolitana de Concepción, Chile, conectando a las comunas de Concepción Centro, Hualpén y Talcahuano. Es popularmente también conocida entre los habitantes de la urbe como Autopista Paicaví, La Autopista y Autopista El Trébol, este último nombre en referencia a su punto más conocido y que además es el límite entre las tres comunas anteriormente mencionadas.
En su recorrido se encuentran diversas estaciones de servicio y otros puntos de referencia como instituciones de educación superior, un supermercado, el centro comercial Mall Plaza Del Trébol y el centro de eventos SurActivo.

## Ubicación
La Autopista nace de la avenida Cristóbal Colón, y se separa de ella en el Nudo Perales. Después de pasar el humedal conducente al Canal Ifarle, se conecta con Calle Jaime Repullo (hacia el norte) que se dirige al antiguo sector de los Huertos Familiares.
También conecta con avenida Arteaga Alemparte (hacia el sur). Prosigue en forma recta hacia el sureste, en dirección al centro de Concepción. Por el costado suroeste se encuentra el Sector Medio Camino, y luego el Parque Industrial las Arucas. Por el costado noreste, se encuentra la Entrada a la Villa Brisas del Sol, y luego los centros educacionales INACAP y Universidad Andrés Bello. Luego lo sobrepasa el Paso Superior Libertador Bernardo O'Higgins.
Tras ello se aproxima hacia el Trébol, donde es cruzada por la avenida Jorge Alessandri. Cruza un corte de Lomas de San Andrés, empalmando con avenida Alonso de Rivera, y da paso a su continuación natural, la avenida Paicaví.

## Historia
Nació como una prolongación de la avenida Paicaví. Su fin era el de prestar una mayor velocidad y eficacia al transporte de carga, principalmente, entre las comunas del Gran Concepción.
Luego se iniciarion múltiples construcciones alrededor del sector donde se situaba la autopista, entre ellas el Mall Plaza del Trébol en los años '90, distintos restoranes, sedes de empresas y fundaciones, entre otras edificaciones, lo que aumentó también el tráfico de automóviles particulares. Esto conllevó a que la autopista fuera totalmente remodelada. Actualmente recibe un gran tráfico vehicular durante todo el día.
En febrero de 2013 se inauguró un semáforo a la altura de calle Benavente y se rebajó la velocidad máxima a 60 km/h con lo que el tramo de autopista se ve reducido hacia el norte.

## Prolongaciones
- Hacia el norte:
  - Avenida Cristóbal Colón
- Hacia el sur:
  - Avenida Alonso de Ribera
  - Avenida Paicaví